# Ano Achaia
Ano Achaia  este un oraș în Grecia în prefectura Ahaia.